# Сунде, Олав
Олав Сунде (норв. Olav Sunde, 17 августа 1903 — 10 ноября 1985) — норвежский легкоатлет, призёр Олимпийских игр.
Родился в Осло. В период с 1927 по 1937 годы девять раз становился чемпионом Норвегии в метании копья. В 1928 году на Олимпийских играх в Амстердаме завоевал бронзовую медаль. В 1932 году принял участие в Олимпийских играх в Лос-Анджелесе, но там в метании копья стал лишь 9-м